# Keystone Markers

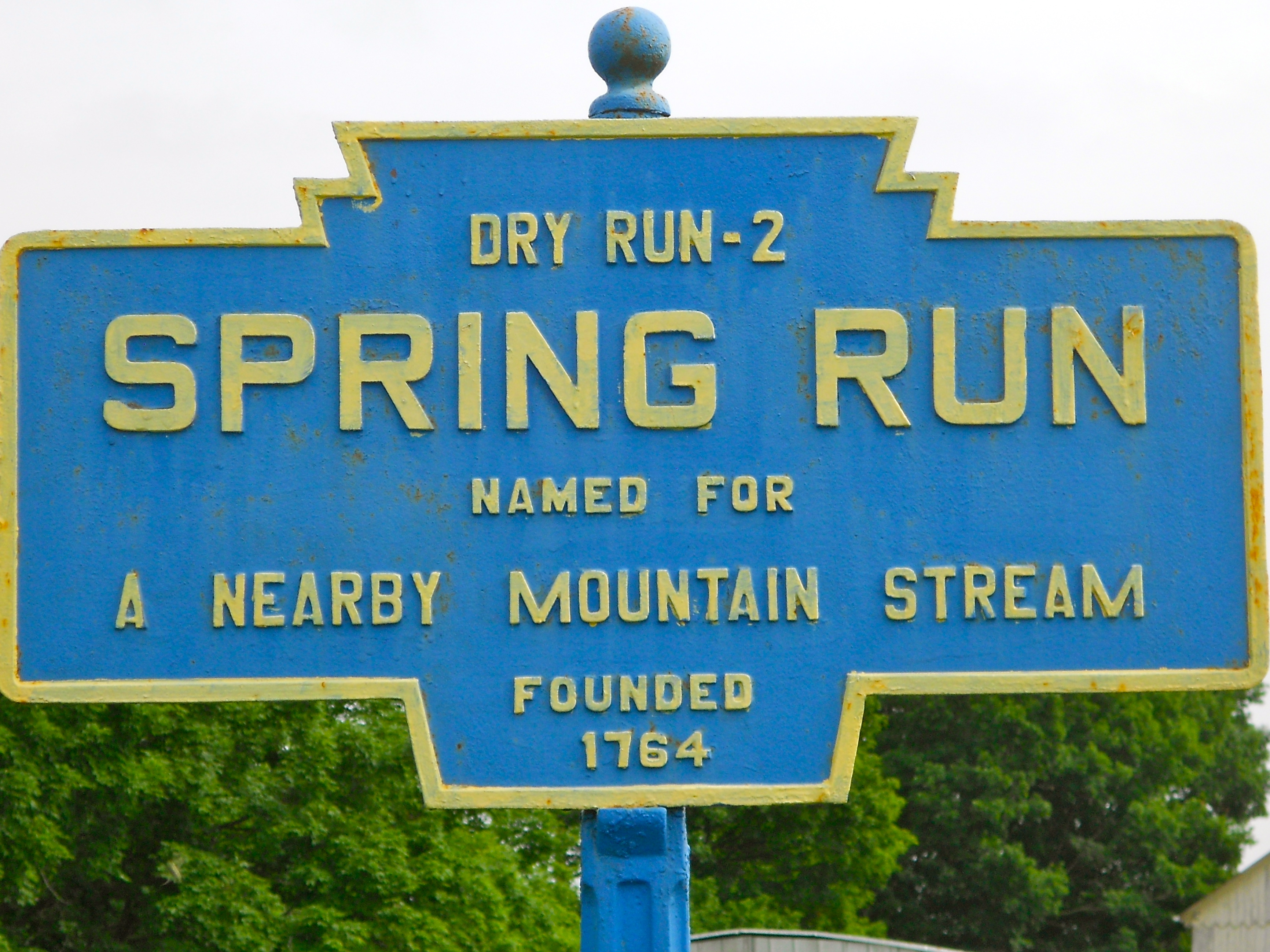
Keystone Marker für Spring Run, der alle Standardelemente der Marker aufweist: 1) Farbschema hellblau und gelb, 2) Entfernung zur nächsten Stadt, 3) Name der Stadt und Ursprung des Namens, 4) Gründungsdatum und 5) charakteristisches Muster des Schildes aus Gusseisen, montiert auf einen charakteristischen Pfosten

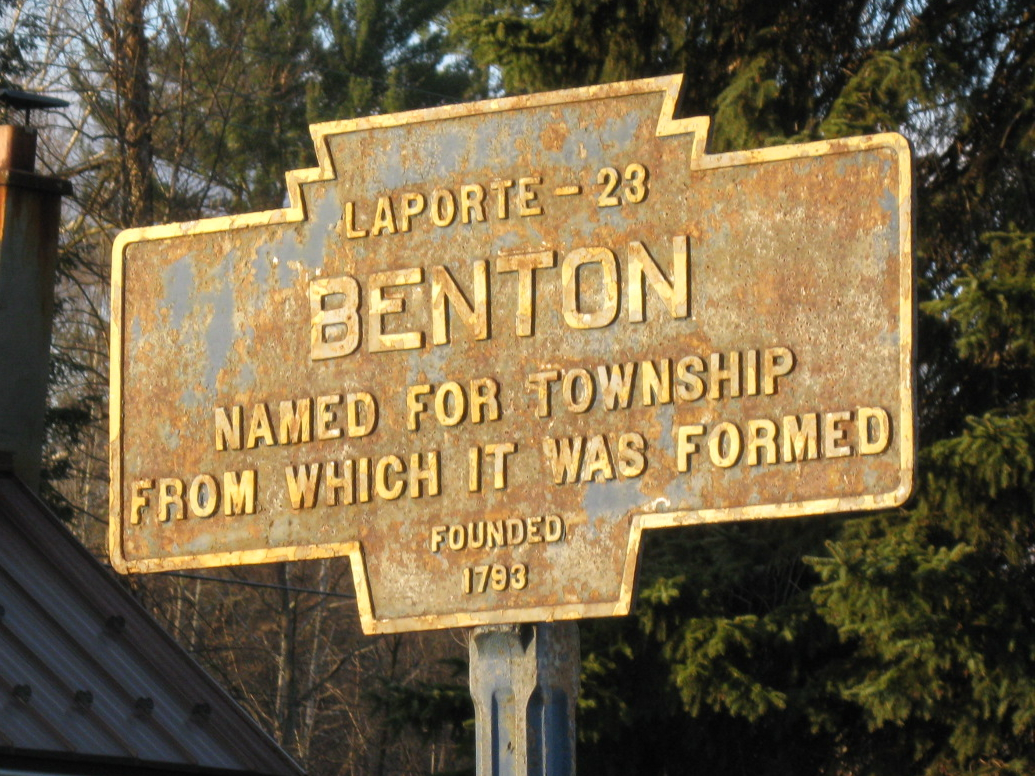
Keystone Marker für Benton im Columbia County. Viele der Marker sind beschädigt oder benötigen Wartung.

Keystone Markers sind ein charakteristisches System von Schildern am Rand von Straßen in Pennsylvania, das vom Pennsylvania Department of Highways gleich nach dem Ersten Weltkrieg entwickelt wurde und an den Einfahrten zu jeder Town, jedem Borough und jeder City aufgestellt wurde. Variationen der Marker wurden aufgestellt an Querungen von Bächen, Flüssen, Trails, Stadtgrenzen und an anderen Sehenswürdigkeiten.

## Überblick
Die Keystone Markers wurden eingeführt auf dem Höhepunkt des Good Roads Movement, mit dem das Reisen auf Landstraßen für die Massen erschlossen wurde. Die Keystone Markers waren eine Initiative des Department of Highways, dem Vorgänger des heutigen Pennsylvania Department of Traffic (PennDOT). Durch die verbreite Aufstellung der blaugelben, gusseisernen Schilder wurde die Bezeichnung Pennsylvanias als „Keystone State“ begründet.
Einst gab es in Pennsylvania tausende Keystone Markers, von ihnen sind etwa 600 erhalten. Der Verlust der Marker veranlasste Preservation Pennsylvania, eine im gesamten Bundesstaat aktive Denkmalschutzorganisation, die Keystone Markers 2011 auf deren Liste der am meisten gefährdeten Ressourcen zu setzen. Keystone Markers zu Städten sind unter den erhaltenen Markern die größte Gruppe. In den Städten mit solchen Markern wurden jeweils mindestens zwei davon aufgestellt, an den Hauptstraßen auf jeder Seite der Stadt. Wenn eine Stadt an der Kreuzung zweier Landstraßen lag, wurden vier solche Schilder aufgestellt. Die Marker für Städte nannten den Namen der Stadt, den Grund für diese Benennung und das Gründungsdatum. Zumeist wurde im oberen Teil des Schildes außerdem die Entfernung zur nächsten Stadt angegeben. Von daher war jeder dieser Marker für eine Stadt einzigartig.

### Varianten
Es gibt drei unterschiedliche Keystone Markers, die im Allgemeinen für jeweils unterschiedliche Verwendungen bestimmt sind.
1. Einseitige Schilder, die auf der Vorderseite eines Pfostens montiert sind und zur Markierung von Städten bestimmt sind.
2. Zweiseitige Schilder, die auf speziellen Pfosten montiert sind und aus beiden Richtungen lesbar sind und deswegen zur Kennzeichnung von Wasserläufen dienen.
3. Keystone Variant Markers kommen bei Stadtgrenzen, Trails, Point of Interests und zur Markierung von County Roads und lokalen Straßen zur Verwendung.[7]

## Keystone Marker Trust
Die gemeinnützige Organisation Keystone Marker Trust arbeitet mit PennDOT und den Kommunalverwaltungen quer durch den Commonwealth zusammen, um die bestehenden Keystone Markers zu restaurieren. Gegründet wurde der Trust von zwei Mitgliedern er National Railway Historical Society, dem Anwal Nathaniel Guest und dem Historiker Greg Prichard.

## Galerie
Historisch genau

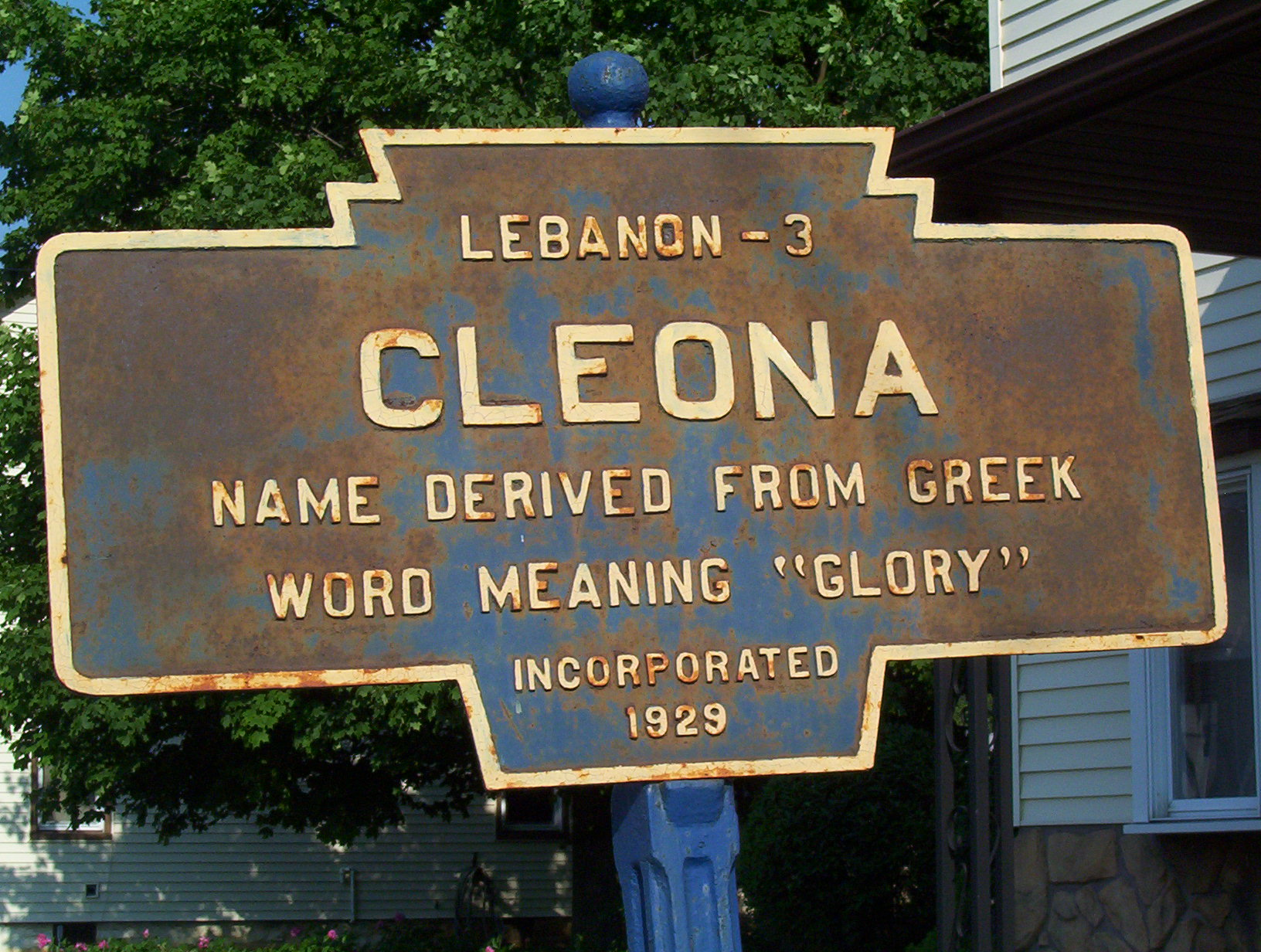
Keystone Marker für Cleona vor der Restaurierung (2003)
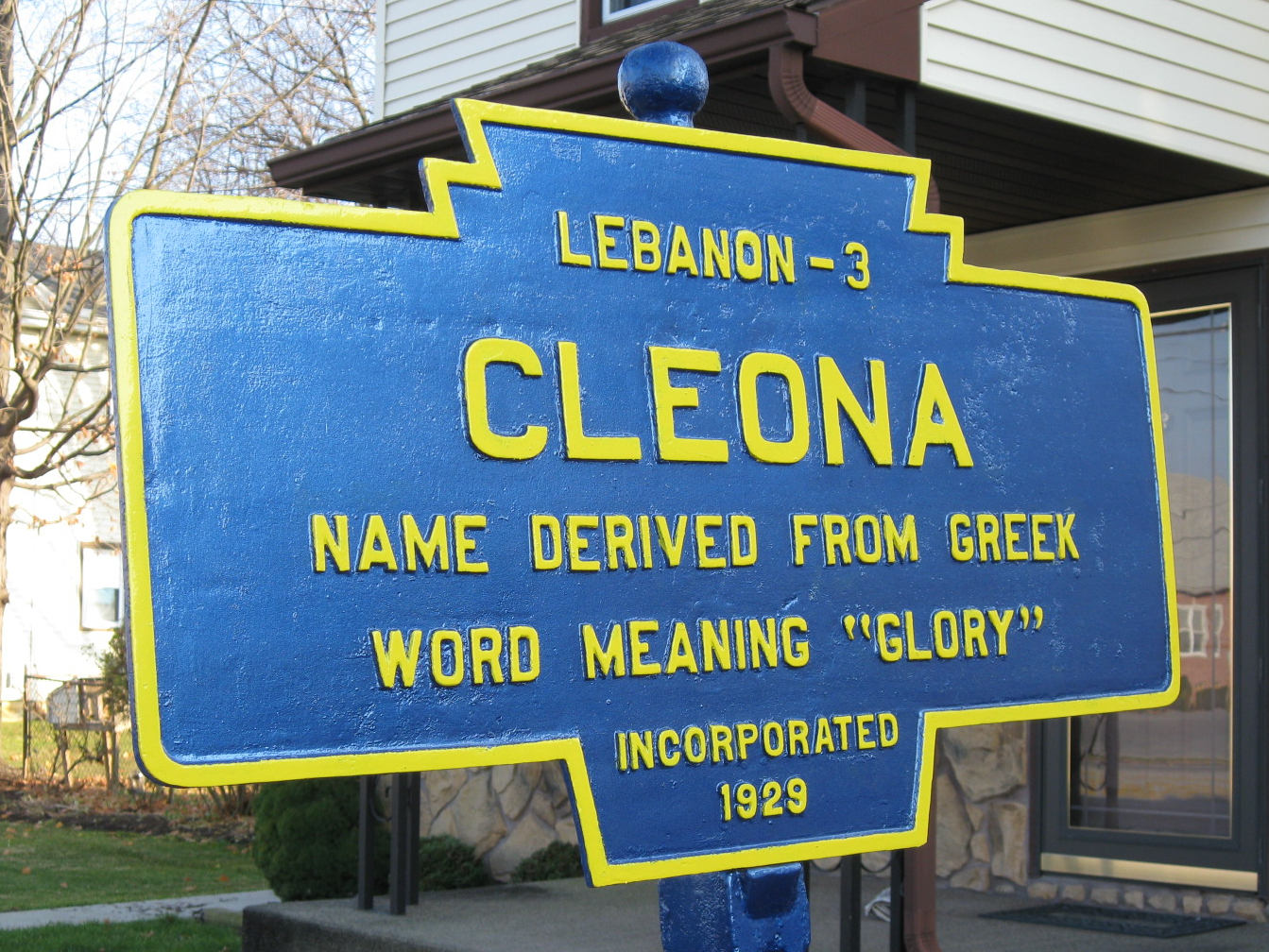
Keystone Marker für Cleona nach der Restaurierung (2009)
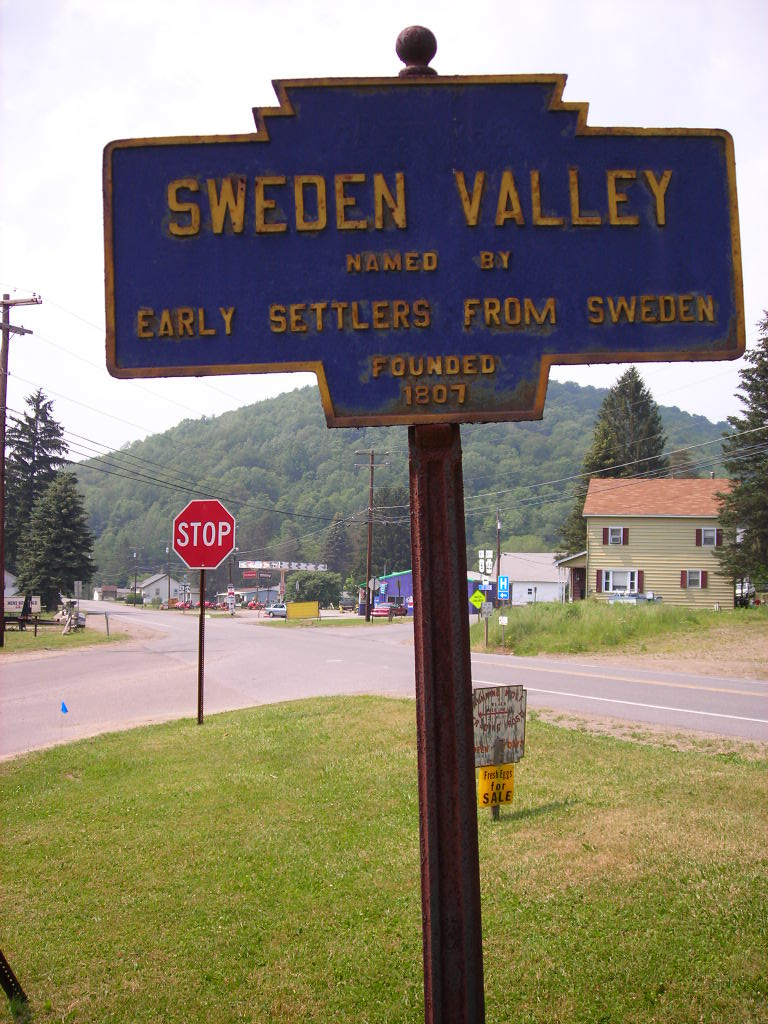
Gut erhaltenes Beispiel eines Originalpfostens
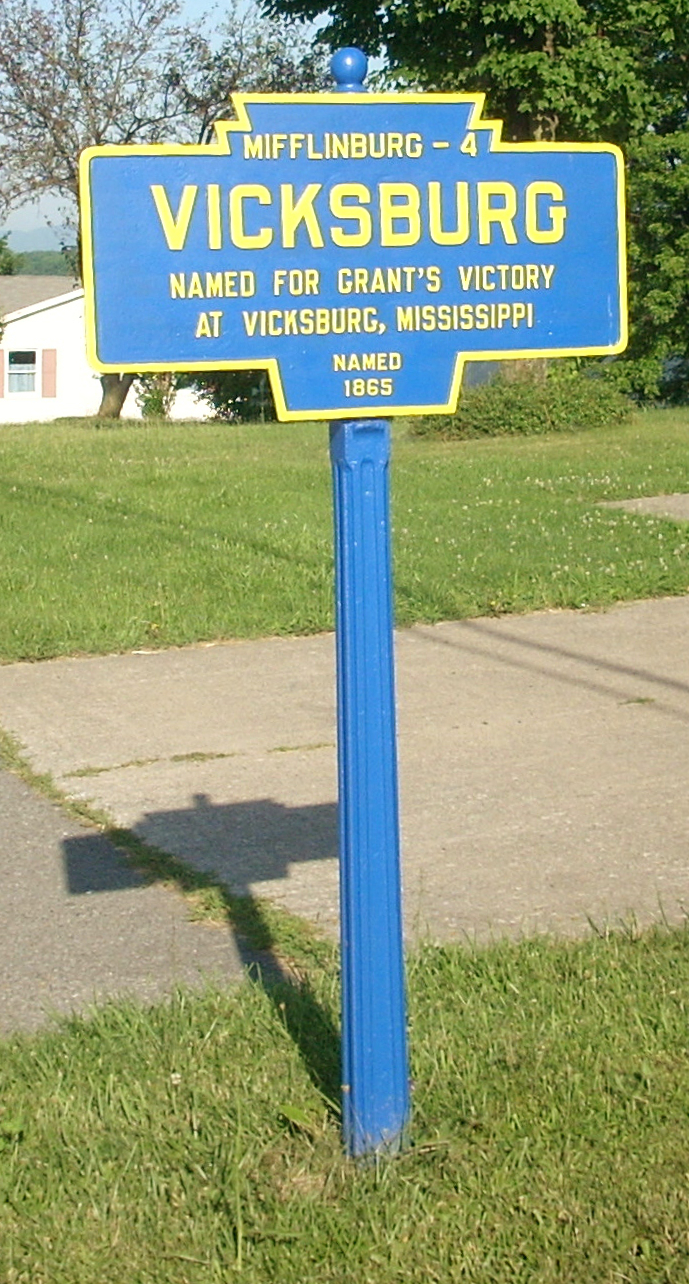
Vollansicht eines restaurierten Keystone Markers

Beschädigt oder historisch ungenau

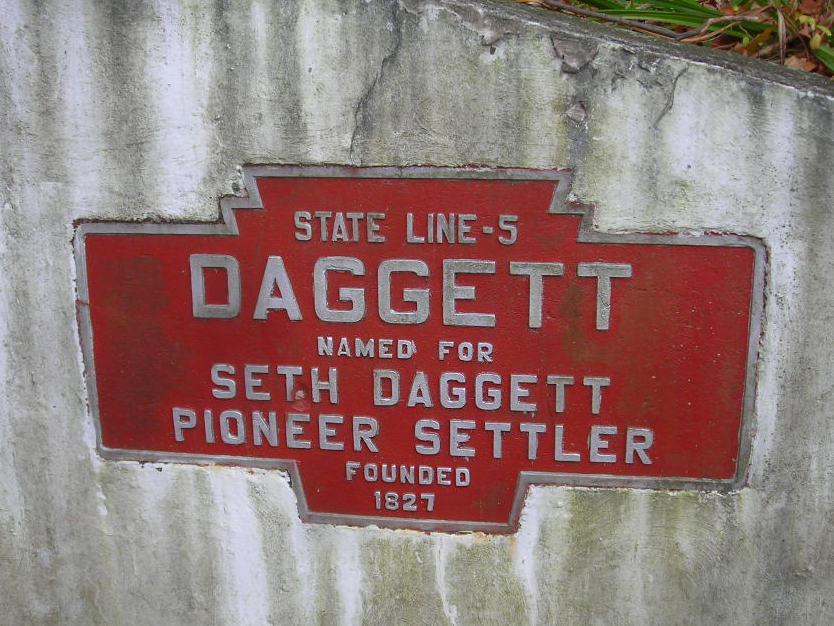
Keystone Marker für Daggett in eine Mauer einzementiert
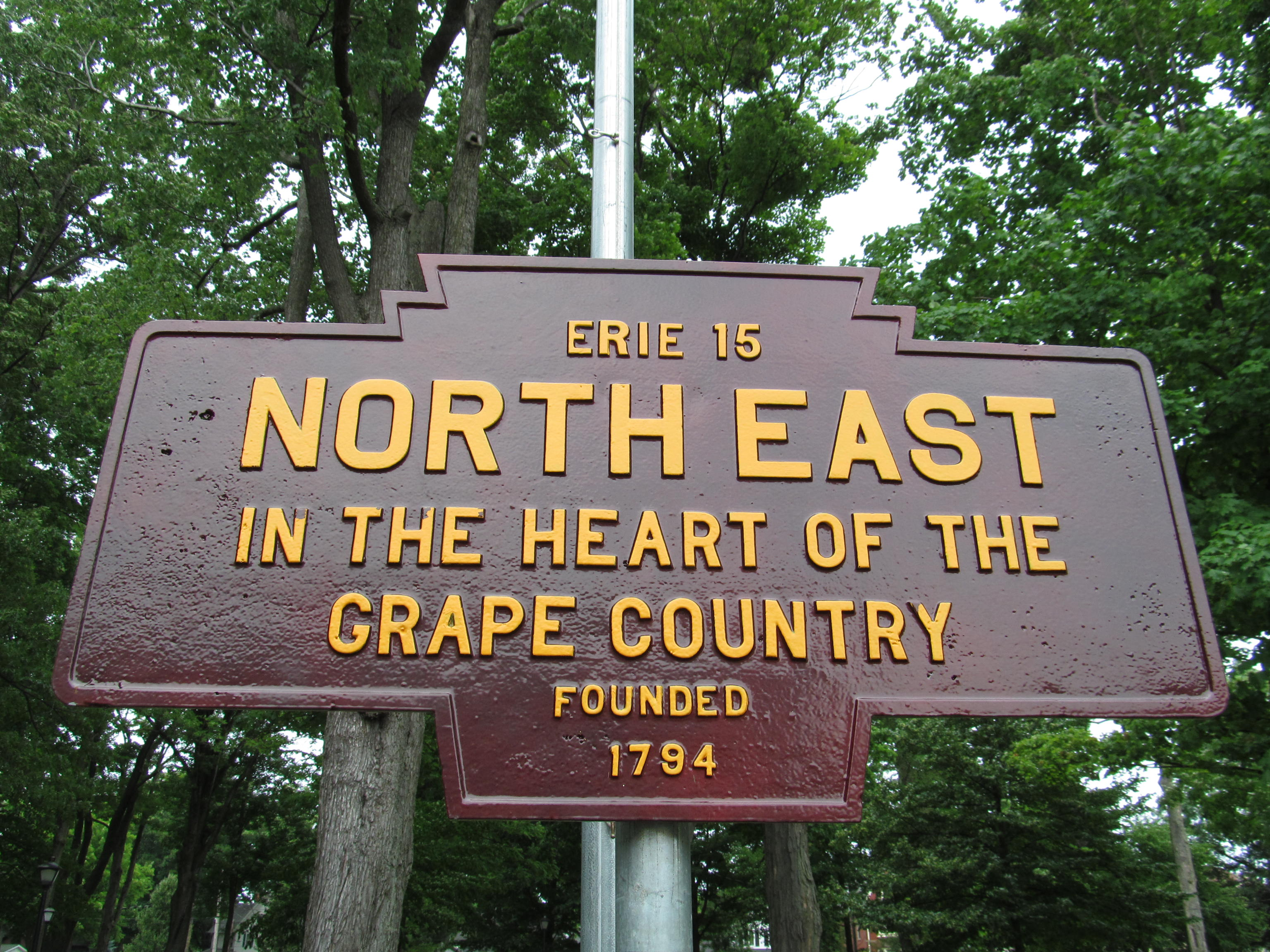
Atypisches Farbschema für einen Keystone Marker in North East.
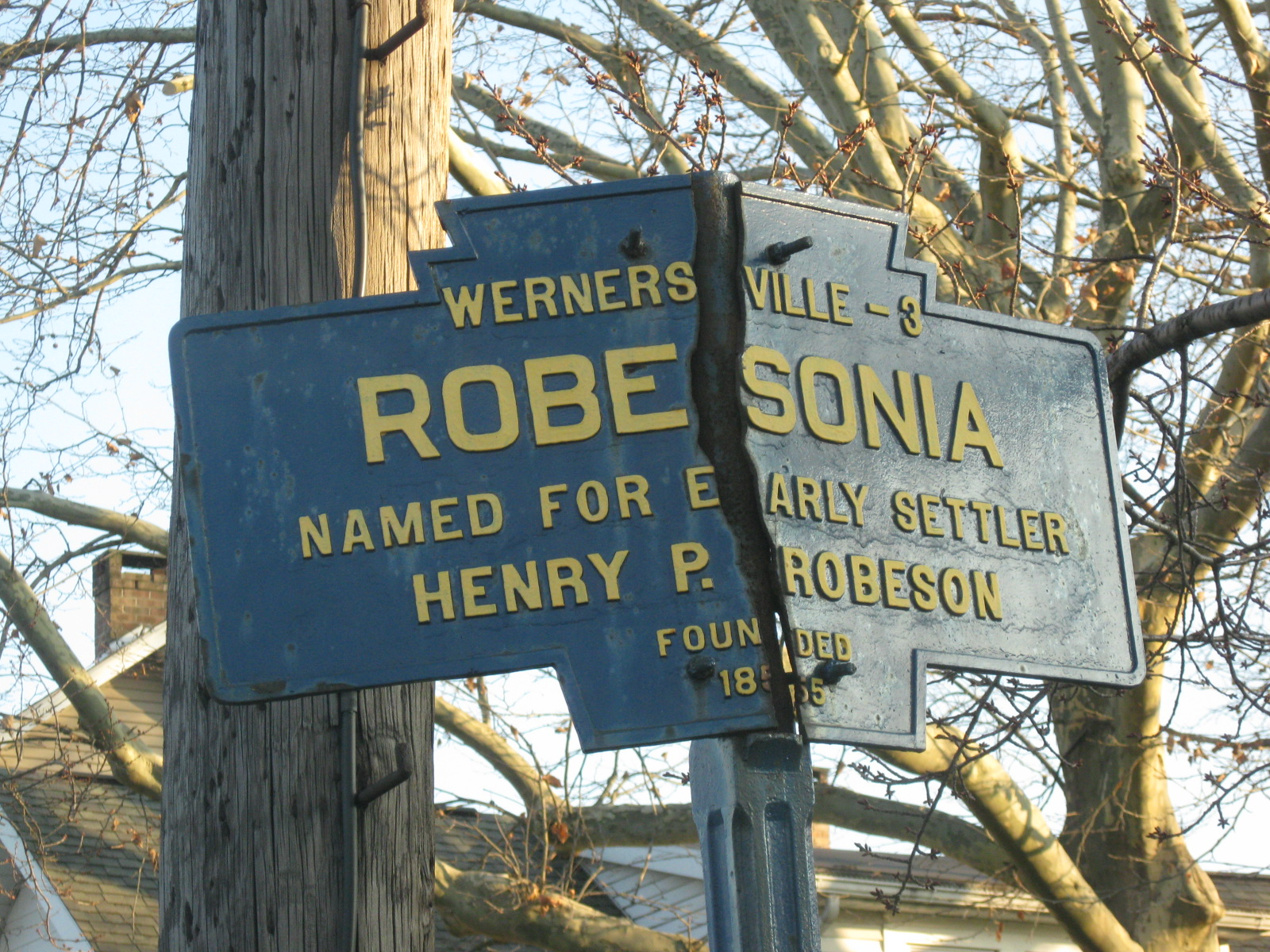
Stark beschädigter Keystone Marker in Robesonia
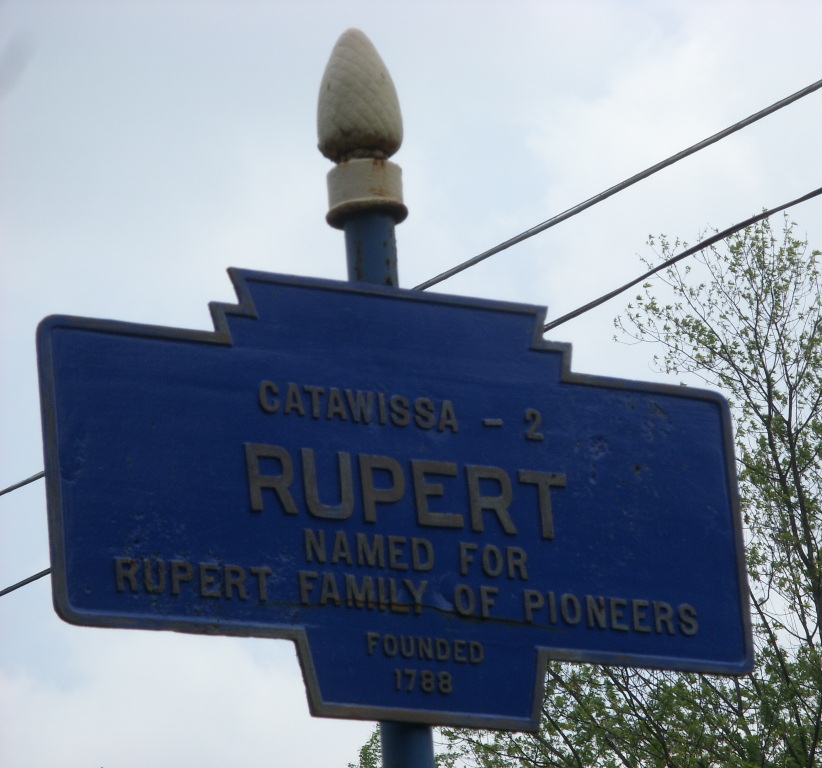
Keystone Marker mit historisch ungenauem Mast und Tand
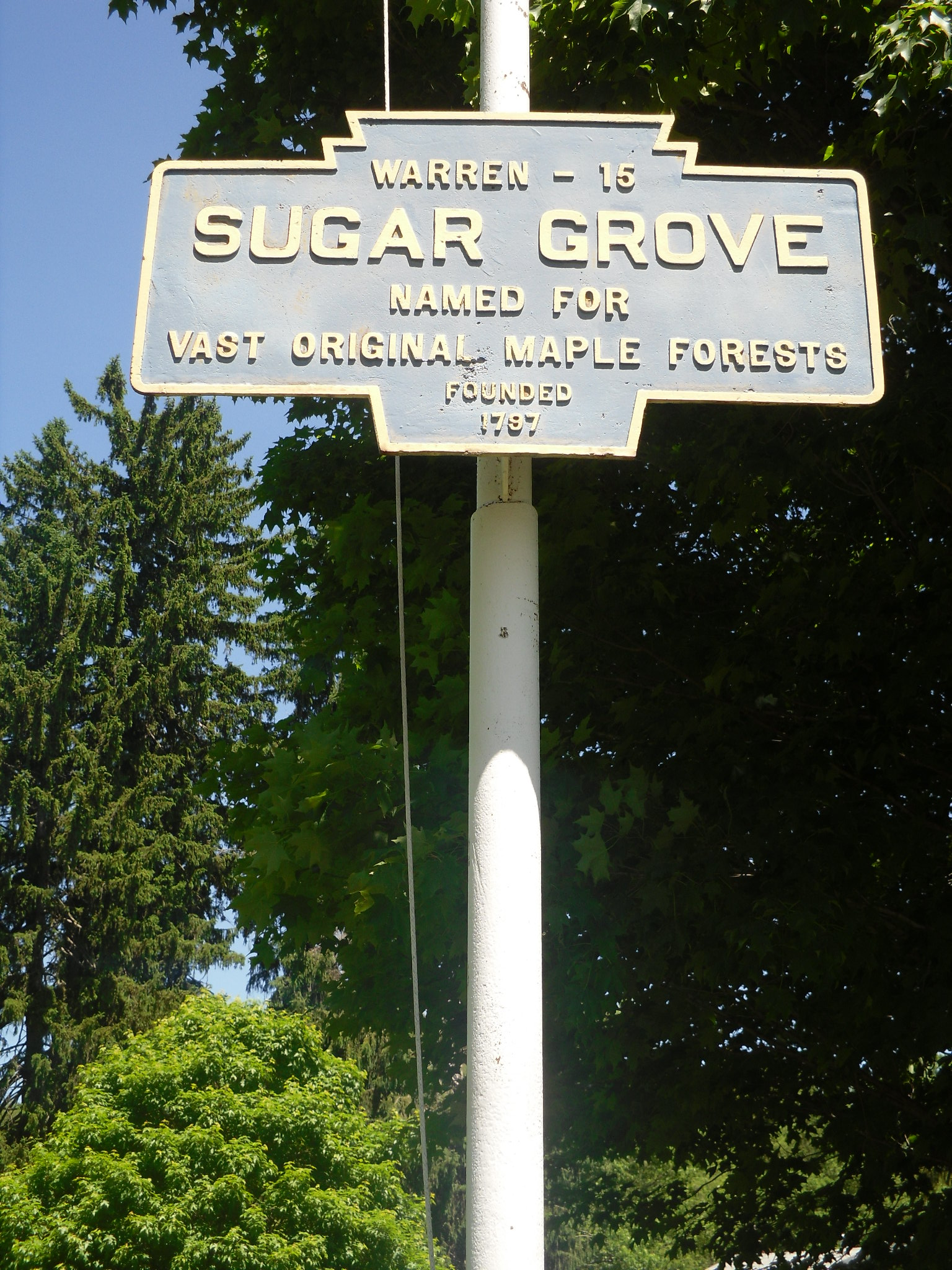
Unkorrekt an einen Flaggenmasten befestigter Keystone Marker
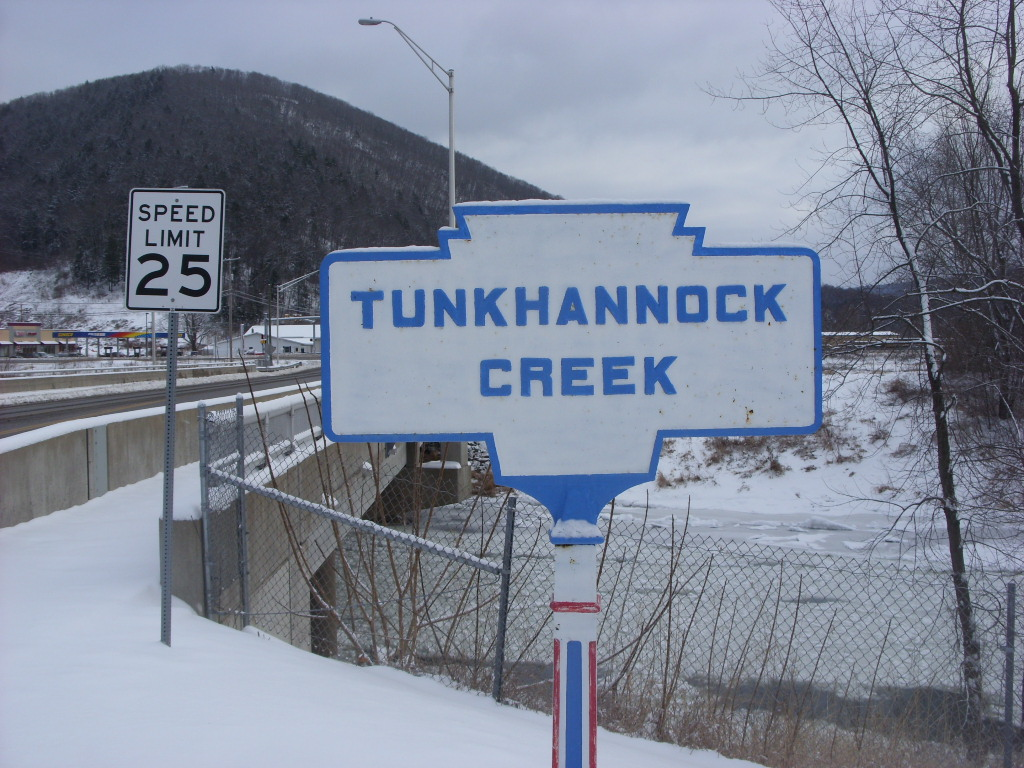
Beispiel für einen Wasserlauf, statt für eine Siedlung
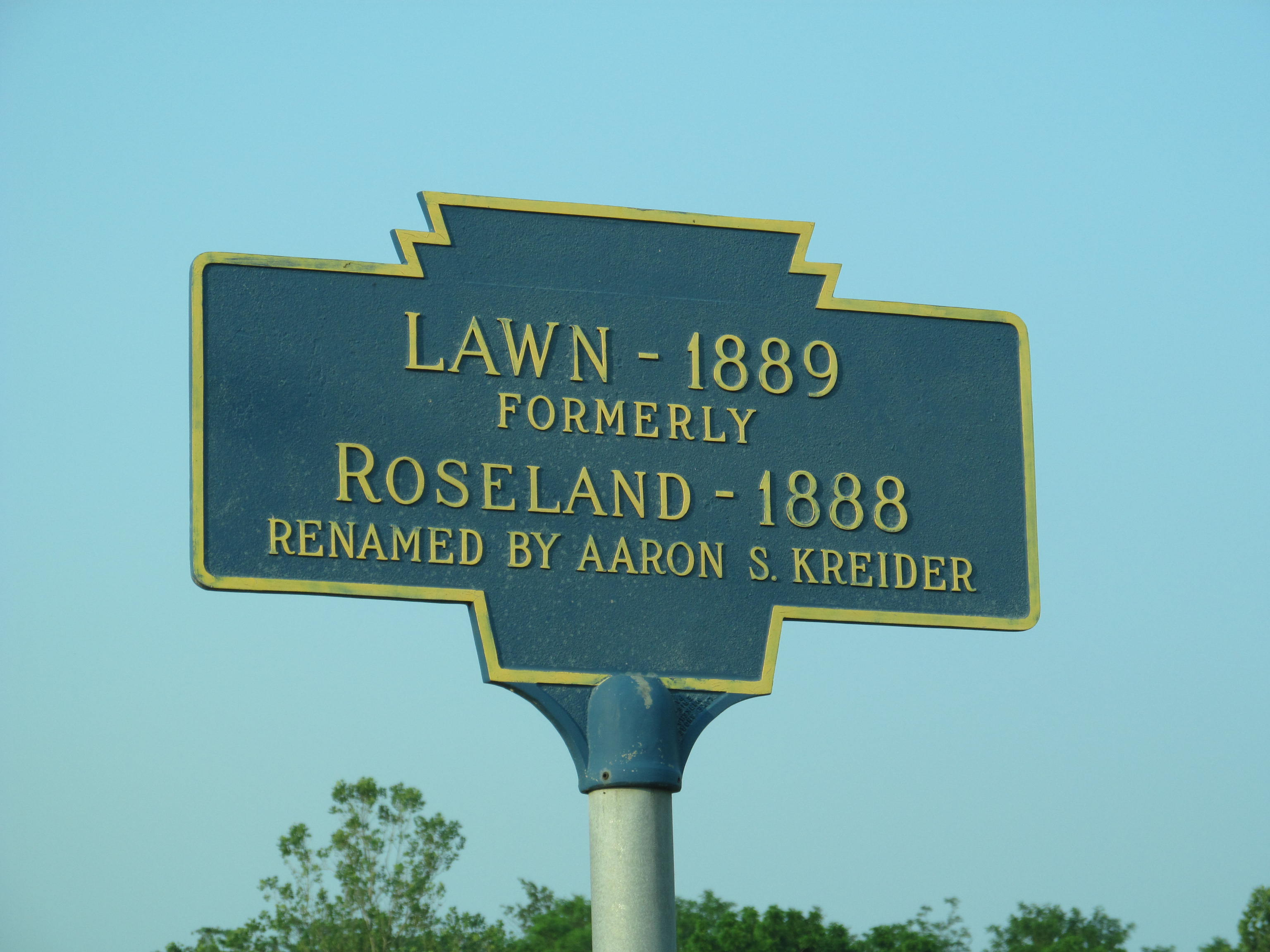
Atypisches Beispiel
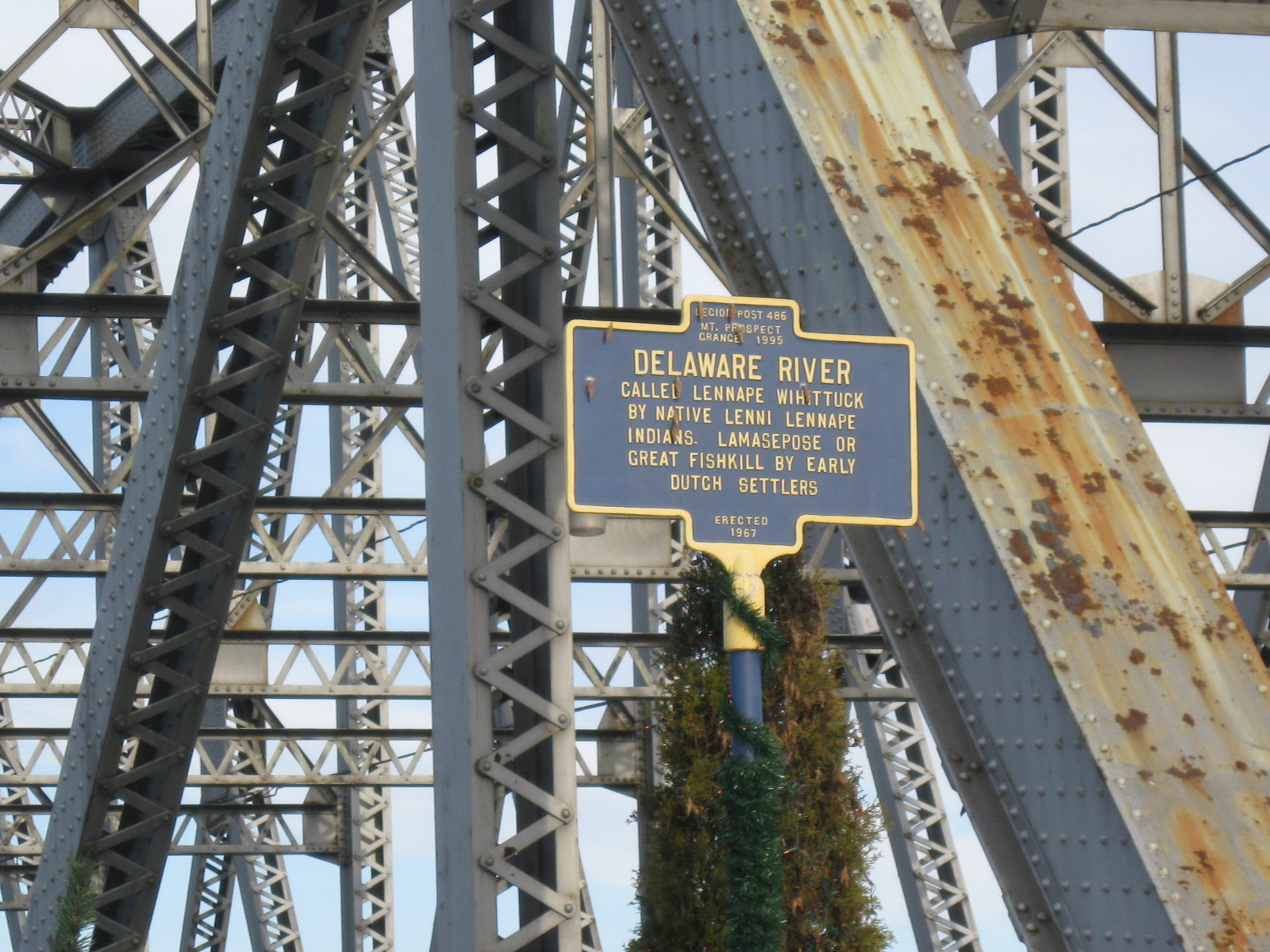
Nachgemachtes Schild

## Belege
1. 1 2  John Graham:  A Welcoming Sign (Memento des Originals vom 26. August 2014 im Internet Archive) In: Pennsylvania Borough News, Juni 2010. Abgerufen am 24. November 2016  Info: Der Archivlink wurde automatisch eingesetzt und noch nicht geprüft. Bitte prüfe Original- und Archivlink gemäß Anleitung und entferne dann diesen Hinweis.
2. ↑  John T. Graham: History in Cast Iron. In: Pennsylvania Recreation and Parks Magazine. Second Quarter 2010, 2010 (keystonemarkertrust.org (Memento des Originals vom 26. August 2014 im Internet Archive) [abgerufen am 24. November 2016]).  Info: Der Archivlink wurde automatisch eingesetzt und noch nicht geprüft. Bitte prüfe Original- und Archivlink gemäß Anleitung und entferne dann diesen Hinweis.
3. 1 2 3  Stephanie Weaver:  Refurbished Signs Making Their Mark in Birdsboro (Memento des Originals vom 20. Februar 2014 im Internet Archive) In: The Reading Eagle, 9. April 2012. Abgerufen am 24. November 2016  Info: Der Archivlink wurde automatisch eingesetzt und noch nicht geprüft. Bitte prüfe Original- und Archivlink gemäß Anleitung und entferne dann diesen Hinweis.
4. ↑  Randy Gustafson:  Historic Keystone Signs get new life (Memento des Originals vom 20. Februar 2014 im Internet Archive) In: Times Observer, 17. März 2012. Abgerufen am 24. November 2016  Info: Der Archivlink wurde automatisch eingesetzt und noch nicht geprüft. Bitte prüfe Original- und Archivlink gemäß Anleitung und entferne dann diesen Hinweis.
5. ↑  Preservation Pennsylvania. 1. Auflage. Band 25. Preservation Pennsylvania 2011, 2011 (englisch, preservationpa.org [PDF; abgerufen am 24. November 2016]).
6. 1 2  Jack Graham:  The Cast Iron Town Signs of Pennsylvania (Seite nicht mehr abrufbar. Suche in Webarchiven) In: Lancaster Farming, 26. März 2011  Info: Der Link wurde automatisch als defekt markiert. Bitte prüfe den Link gemäß Anleitung und entferne dann diesen Hinweis.
7. ↑   Birdsboro the only municipality to have three types of Keystone Markers (Seite nicht mehr abrufbar. Suche in Webarchiven) In: The Reading Eagle, 9. April 2012  Info: Der Link wurde automatisch als defekt markiert. Bitte prüfe den Link gemäß Anleitung und entferne dann diesen Hinweis.
8. ↑  Pennsylvania Keystone Markers …Symbols of our Past and Bright Future. (PDF) Tredyffrin Historic Preservation Trust, 2013, abgerufen am 24. November 2016 (englisch).